# 리혜정
리혜정(생년 미상 ~ )은 조선민주주의인민공화국의 정치인이다. 사회과학원 원장 겸 당중앙위원회 후보위원이다.

## 경력
2012년 6월 조선민주주의인민공화국 사회과학원 원장으로 임명되었다. 2016년 5월, 조선로동당 제7차 대회에서 조선로동당 중앙위원회 후보위원으로 선출되었다.

## 최고인민회의 대의원
2014년 3월 최고인민회의 제547선거구에서 제13기 대의원으로 선출되었고, 4월에 최고인민회의 부의장으로 선출되었다.